# ATP World Tour Finals 2015 - Singolare
Il singolare dell'ATP World Tour Finals 2015 è un torneo di tennis facente parte dell'ATP World Tour 2015.
Novak Đoković era il detentore del titolo da tre anni, e ha difeso il titolo superando in finale Roger Federer col punteggio di 6-3, 6-4.

## Teste di serie
1. Novak Đoković (campione)
2. Andy Murray (round robin)
3. Roger Federer (finale)
4. Stan Wawrinka (semifinale)

1. Rafael Nadal (semifinale)
2. Tomáš Berdych (round robin)
3. David Ferrer (round robin)
4. Kei Nishikori (round robin)

## Tabellone

### Legenda
| - Q = Qualificato - WC = Wild card - LL = Lucky loser | - ALT = Alternate - SE = Special Exempt - PR = Protected Ranking | - w/o = Walkover - r = Ritirato - d = Squalificato |

### Fase Finale
|  | Semifinali | Semifinali    | Semifinali    | Semifinali | Semifinali |  |  | Finale | Finale        | Finale        | Finale | Finale |  |
|  |            |               |               |            |            |  |  |        |               |               |        |        |  |
|  | 3          | Roger Federer | Roger Federer | 7          | 6          |  |  |        |               |               |        |        |  |
|  | 4          | Stan Wawrinka | Stan Wawrinka | 5          | 3          |  |  | 3      | Roger Federer | Roger Federer | 3      | 4      |  |
|  | 5          | Rafael Nadal  | Rafael Nadal  | 3          | 3          |  |  | 1      | Novak Đoković | Novak Đoković | 6      | 6      |  |
|  | 1          | Novak Đoković | Novak Đoković | 6          | 6          |  |  |        |               |               |        |        |  |

### Gruppo Stan Smith
|   |               | Đoković  | Federer       | Berdych       | Nishikori     | RR V-P | Set V-P      | Game V-P       | Classifica |
| 1 | Novak Đoković |          | 5-7, 2-6      | 6-3, 7-5      | 6-1, 6-1      | 2-1    | 4-2 (66,67%) | 32-23 (58,18%) | 2°         |
| 3 | Roger Federer | 7-5, 6-2 |               | 6-4, 6-2      | 7-5, 4-6, 6-4 | 3-0    | 6-1 (85,71%) | 42-28 (60%)    | 1°         |
| 6 | Tomáš Berdych | 3-6, 5-7 | 4-6, 2-6      |               | 5-7, 6-3, 3-6 | 0-3    | 1-5 (16,67%) | 28-41 (40,58%) | 4°         |
| 8 | Kei Nishikori | 1-6, 1-6 | 5-7, 6-4, 4-6 | 7-5, 3-6, 6-3 |               | 1-2    | 3-5 (37,5%)  | 33-43 (43,42%) | 3°         |

La classifica viene stilata in base ai seguenti criteri: 1) Numero di vittorie; 2) Numero di partite giocate; 3) Scontri diretti (in caso di due giocatori pari merito); 4) Percentuale di set vinti o di games vinti (in caso di tre giocatori pari merito); 5) Decisione della commissione.

### Gruppo Ilie Nastase
|   |               | Murray   | Wawrinka | Nadal         | Ferrer        | RR V-P | Set V-P      | Game V-P       | Classifica |
| 2 | Andy Murray   |          | 6-7, 4-6 | 4-6, 1-6      | 6-4, 6-4      | 1-2    | 2-4 (33,33%) | 27-33 (45%)    | 3°         |
| 4 | Stan Wawrinka | 7-6, 6-4 |          | 3-6, 2-6      | 7-5, 6-2      | 2-1    | 4-2 (66,67%) | 31-29 (51,67%) | 2°         |
| 5 | Rafael Nadal  | 6-4, 6-1 | 6-3, 6-2 |               | 6-7, 6-3, 6-4 | 3-0    | 6-1 (85,71%) | 42-24 (63,64%) | 1°         |
| 7 | David Ferrer  | 4-6, 4-6 | 5-7, 2-6 | 7-6, 3-6, 4-6 |               | 0-3    | 1-6 (14,29%) | 29-43 (40,28%) | 4°         |

La classifica viene stilata in base ai seguenti criteri: 1) Numero di vittorie; 2) Numero di partite giocate; 3) Scontri diretti (in caso di due giocatori pari merito); 4) Percentuale di set vinti o di games vinti (in caso di tre giocatori pari merito); 5) Decisione della commissione.